# The Bright Lights of America
The Bright Lights of America is het zevende studioalbum van de Amerikaanse punkband Anti-Flag. Het werd op 1 april 2008 uitgegeven door RCA Records. Twaalf van de dertien nummers die op het album staan zijn al eerder op de MySpace-pagina van de band verschenen. De dertiende track wordt niet op de albumhoes vermeld.

## Nummers
1. "Good and Ready" - 4:05
2. "The Bright Lights of America" - 3:32
3. "Vices" - 4:59
4. "The Modern Rome Burning" - 4:19
5. "If You Wanna Steal (You Better Learn How To Lie)" - 4:04
6. "No Warning" - 3:01
7. "Spit In the Face" - 4:09
8. "We Are the Lost" - 4:17
9. "Go West" - 4:20
10. "The Smartest Bomb" - 3:48
11. "Shadow of the Dead" - 3:52
12. "The Ink and the Quill (Be Afraid)" - 4:35
13. "Tar and Sagebrush" - 3:13

Bonustracks
1. "Caution to the Wind" (iTunes) - 3:57
2. "What Do You Think About Western Civilization" (iTunes) - 3:17

1. "I'm So Sick Of You" (dubbele lp-versie) - 1:01
2. "Wake Up The Town" (dubbele lp-versie) - 3:44

1. "Wake Up The Town" (pre-order versie) - 3:44
2. "Tanzania" (pre-order versie) - 3:34

## Muzikanten
Anti-Flag
- Justin Sane - gitaar, zang
- Chris #2 - basgitaar, zang
- Chris Head - slaggitaar, achtergrondzang
- Pat Thetic - drums, slagwerk

Aanvullende muzikanten
- Benjamin Kowalewicz - zang op het nummer "Wake Up the Town"
- Benjamin Karp - cello
- Patrick Binford - cello